# Kaspar Villiger

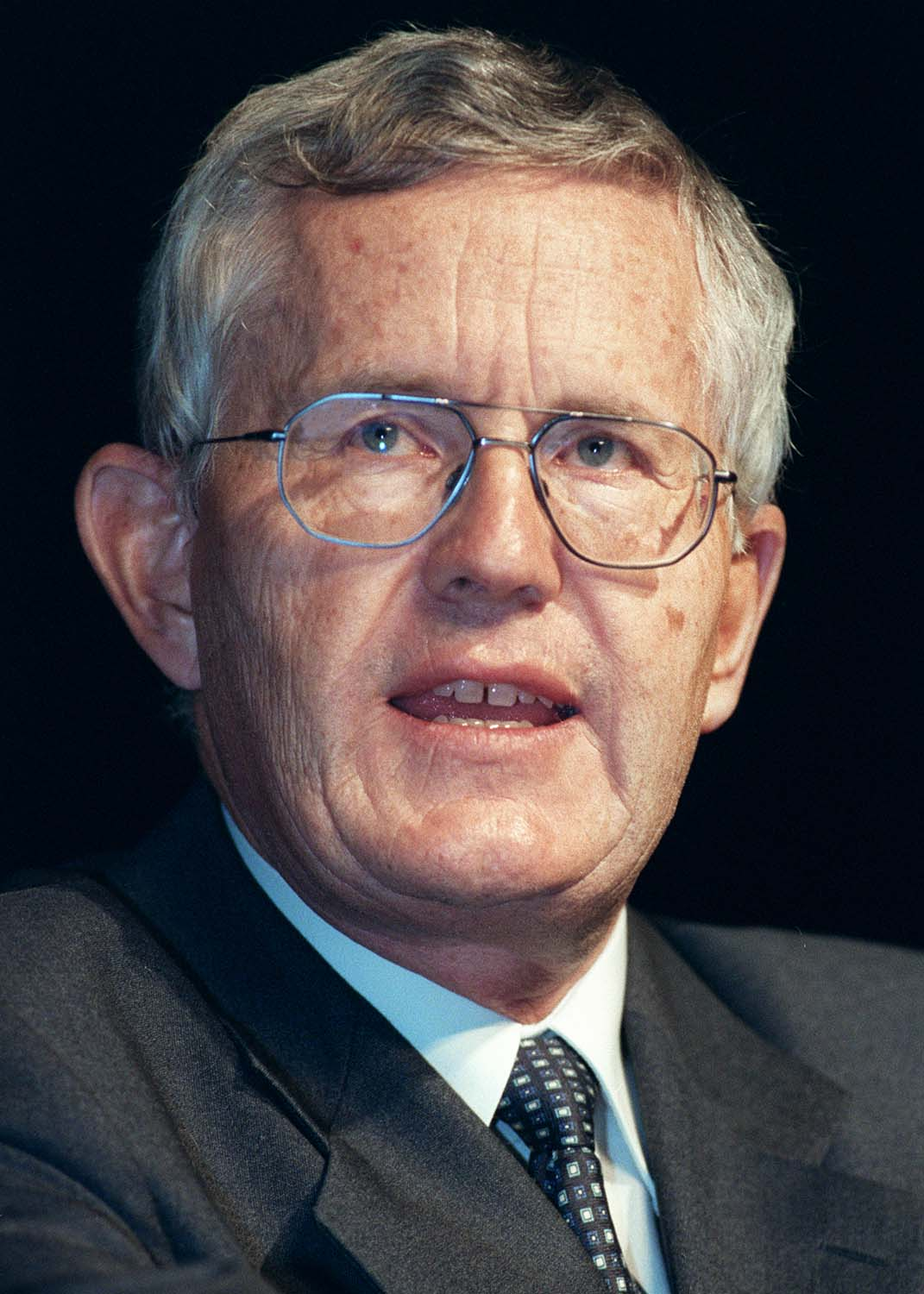
Kaspar Villiger (2002)

Kaspar Villiger (* 5. Februar 1941 in Pfeffikon; heimatberechtigt in Sins und Pfeffikon) ist ein Schweizer Unternehmer und Politiker (FDP). Von 1989 bis 2003 gehörte er dem Bundesrat an. Von 2009 bis 2012 war er Präsident des Verwaltungsrats der Grossbank UBS.

## Ausbildung, Beruf und Privates
Villiger entstammt einer Fabrikantenfamilie, die Zigarren produziert. Er besuchte die Primarschule in Pfeffikon, die Bezirksschule in Reinach AG und die Kantonsschule in Aarau, wo er mit der Matura Typus C abschloss. Anschliessend studierte er Maschinenbau an der Eidgenössischen Technischen Hochschule Zürich und schloss 1966 mit dem Diplom ab. Nach dem Tod seines Vaters im selben Jahr übernahm er die Leitung der Zigarrenfabrik Villiger Söhne AG in Pfeffikon, sein älterer Bruder Heinrich Villiger (1930–2025) konzentrierte sich auf das Geschäft in Deutschland, seine Schwester Monika Villiger leitete den Export. Kaspar Villiger kaufte die Fahrradfabrik Kalt in Buttisholz zu und baute sie unter dem Namen Villiger stark aus. Villiger war Vizepräsident der Zentralschweizerischen Handelskammer und einige Jahre lang Mitglied des Ausschusses des Zentralverbands Schweizerischer Arbeitgeberorganisationen sowie Vizepräsident der Aargauischen Industrie- und Handelskammer.
Villiger ist Mitglied der Mittelschulverbindung «Argovia Aarau».
Villiger ist seit 1973 mit Vera Villiger (geb. Preisig) verheiratet und hat zwei Kinder. Das Paar wohnt heute in Zug.

## Politik

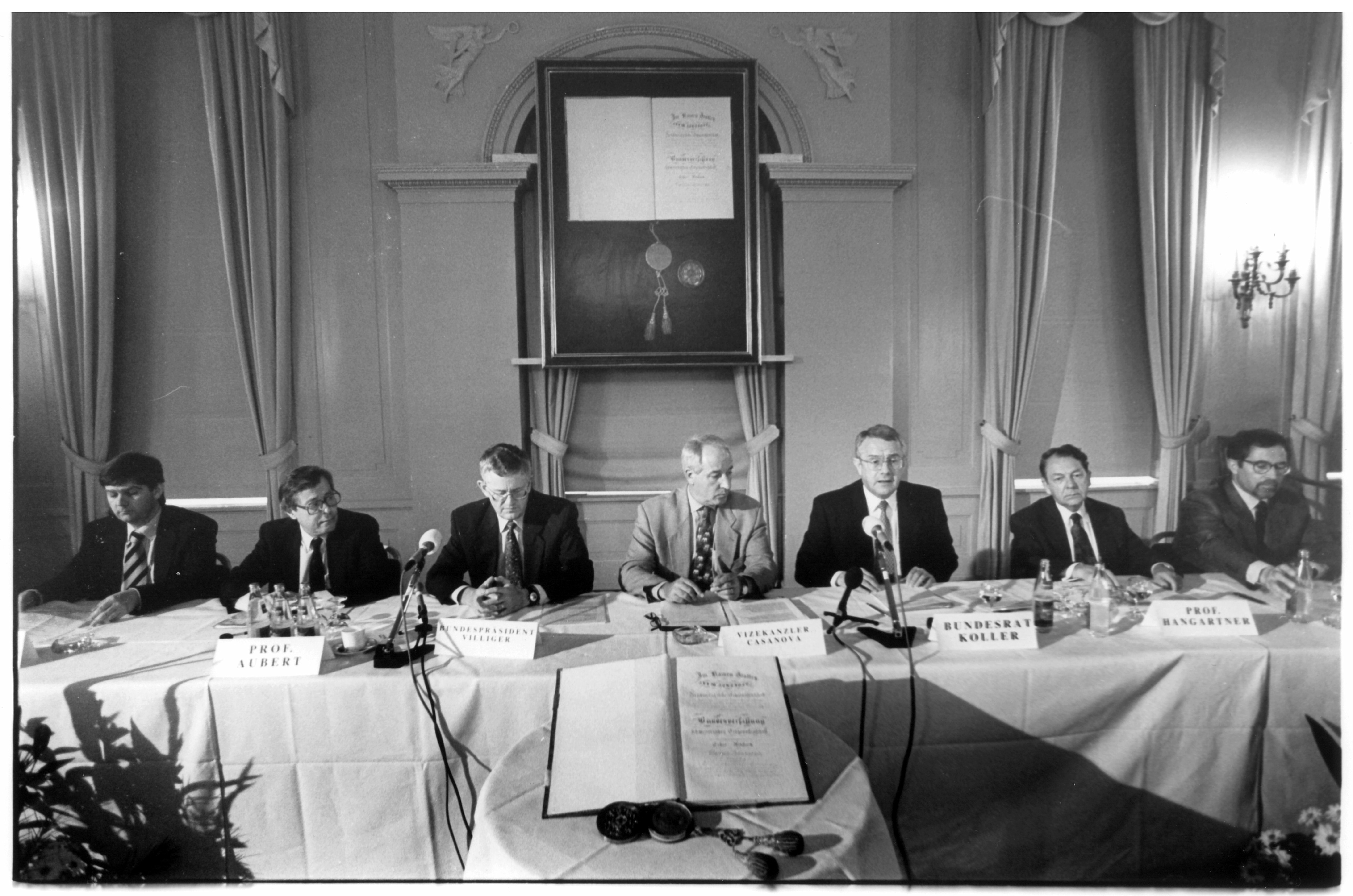
Bundespräsident Villiger (3. von links) bei einer Medienkonferenz zur Totalrevision der Bundesverfassung (1995)

1972 wurde Villiger in den Grossen Rat des Kantons Luzern gewählt. Am 25. Januar 1982 rückte er für den zurückgetretenen Erwin Muff in den Nationalrat nach und wurde 1983 bestätigt. Im Nationalrat war er von 1983 bis 1987 Mitglied der Militärkommission. 1987 wurde Villiger in den Ständerat gewählt, wo er in der Geschäftsprüfungskommission und der Verkehrskommission sass.
Kaspar Villiger wurde am 1. Februar 1989 als Nachfolger von Elisabeth Kopp in den Bundesrat gewählt und stieg aus dem Familienunternehmen aus. Im Bundesrat stand er zunächst dem Militärdepartement vor. 1996 übernahm er das Finanzdepartement. Villiger war Bundespräsident der Jahre 1995 und 2002. Am 31. Dezember 2003 übergab er sein Amt an den neugewählten Hans-Rudolf Merz, nachdem er im September seinen Rücktritt bekannt gegeben hatte.
2003 wurde Villiger mit dem Fischhof-Preis ausgezeichnet, der vergeben wird von der Stiftung gegen Rassismus und Antisemitismus (GRA) und der Gesellschaft Minderheiten in der Schweiz (GMS).
2016 erhielt Villiger den renommierten Freiheitspreis der Friedrich-Naumann-Stiftung.

## Verwaltungsratspräsident der UBS
Am 4. März 2009 gab die Schweizer Grossbank UBS bekannt, an der Generalversammlung vom 15. April 2009 Kaspar Villiger als neues Mitglied und Präsident des Verwaltungsrates vorzuschlagen. Am 15. April wurde er an der Generalversammlung in dieses Amt gewählt, seine übrigen Verwaltungsratsmandate bei Nestlé, Swiss Re und NZZ legte er ab. Einzig sein Mandat als Präsident in der Stiftung zur Förderung des Studiengangs Master in Law and Economics an der Universität St. Gallen behielt er weiterhin. Zwei Tage später präsentierte Villiger sein Buch Eine Willensnation muss wollen – Die politische Kultur der Schweiz: Zukunfts- oder Auslaufmodell?, mit dem er sich symbolisch aus der Politik zurückzog. Villiger trat an der Generalversammlung vom 3. Mai 2012 nicht mehr zur Wiederwahl an und somit ein Jahr früher als geplant als Präsident zurück.

## Werke
- mit Konrad Stamm: Zukunft gestalten statt ängstlich verwalten. NZZ Libro, Zürich 2004, ISBN 978-3-03823-107-3.
- Eine Willensnation muss wollen. NZZ Libro, Zürich 2009, ISBN 978-3-03823-525-5.
- Pendler zwischen Wirtschaft und Politik. Essays und Reden. Stämpfli, Bern 2014, ISBN 978-3-7272-1416-5.
- Demokratie und konzeptionelles Denken. Politik im Spannungsfeld von ökonomischen Zwängen, Emotionen und Zufällen. Verlag NZZ, 2015, ISBN 978-3-03810-099-7. Mit 27 Leitideen für wirtschaftspolitisches Handeln.[11]
- Die Durcheinanderwelt. Irrwege und Lösungsansätze. NZZ Libro, Zürich 2017, ISBN 978-3-03810-250-2.
- Stresstest für die Demokratie. Wege und Irrwege aus der Coronakrise. Stämpfli, Bern 2020, ISBN 978-3-7272-6073-5.